# Wereldkampioenschap voetbal 2006 (Groep D) Angola - Portugal
Deze pagina is een subpagina van het artikel Wereldkampioenschap voetbal 2006. Hierin wordt de wedstrijd in de groepsfase in groep D tussen Angola en Portugal gespeeld op 11 juni 2006 nader uitgelicht.

## Nieuws voorafgaand aan de wedstrijd
- 2 juni - De laatste oefenwedstrijd die Angola voor aanvang van het WK speelde ging met 2-3 verloren tegen Turkije. De wedstrijd die in Nederland werd gespeeld kende een spannende slotfase waarin beide landen eenmaal tot scoren kwamen. Voor Angola waren Love en Akwá de doelpuntenmakers.
- 3 juni - Portugal weet haar laatste oefenduel wel winnend af te sluiten. De in Frankrijk gespeelde wedstrijd tegen Luxemburg eindigde in 3-0 voor de Portugezen. Simão Sabrosa scoorde tweemaal en Luís Figo tekende voor het derde doelpunt.

## Wedstrijdgegevens
| Datum                | 11 juni 2006                | 11 juni 2006                |
| Stadion              | RheinEnergieStadion, Keulen | RheinEnergieStadion, Keulen |
| Toeschouwers         | 45.000                      | 45.000                      |
| Scheidsrechter       | Jorge Larrionda             | Jorge Larrionda             |
| Assistenten          | Walter Rial Pablo Fandino   | Walter Rial Pablo Fandino   |
| Vierde man           | Kevin Stott                 | Kevin Stott                 |
| Man van de wedstrijd | Luís Figo                   | Luís Figo                   |
|                      | Angola                      | Portugal                    |
| Doelpunten           | 0                           | 1                           |
| Gele kaarten         | 3                           | 2                           |
| Rode kaarten         | 0                           | 0                           |
| Wissels              | 3                           | 3                           |
| Schoten op doel      | 3                           | 8                           |
| Schoten naast doel   | 11                          | 16                          |
| Overtredingen        | 29                          | 20                          |
| Hoekschoppen         | 2                           | 5                           |
| Buitenspel           | 1                           | 0                           |
| Strafschoppen        | 0                           | 0                           |
| Balbezit (tijd)      | 25'00"                      | 34'00"                      |
| Balbezit (%)         | 42%                         | 58%                         |

| Angola | 0 – 1           | Portugal |
| | goals (assists) | 4' Pauleta |
| Luís Oliveira Gonçalves                                                                                                 | bondscoach      | Luiz Felipe Scolari |
| João Ricardo Loco Jamba Kali Delgado Zé Kalanga 70' André Macanga Paulo Figueiredo 80' Mateus Antônio Mendonça Akwá 60' | opstellingen    | Ricardo Miguel Paulo Ferreira Ricardo Carvalho Nuno Valente Simão 72' Petit Luís Figo 83' Tiago 60' Cristiano Ronaldo Pauleta |
| Pedro Mantorras 60' Édson 70' Miloy 80'                                                                                 | wissels         | 60' Costinha 72' Maniche 83' Hugo Viana                                                                                       |
| Jamba 28' Loco 48+' André Macanga 52'                                                                                   | gele kaarten    | 26' Cristiano Ronaldo 79' Nuno Valente                                                                                        |
| | rode kaarten    | |

## Overzicht van wedstrijden
| Groepswedstrijden | | | |
| Groep A | Groep B | Groep C | Groep D |
| Duitsland - Costa Rica Polen - Ecuador Duitsland - Polen Ecuador - Costa Rica Ecuador - Duitsland Costa Rica - Polen             | Engeland - Paraguay Trinidad en Tobago - Zweden Engeland - Trinidad en Tobago Zweden - Paraguay Zweden - Engeland Paraguay - Trinidad en Tobago | Argentinië - Ivoorkust Servië en Montenegro - Nederland Argentinië - Servië en Montenegro Nederland - Ivoorkust Nederland - Argentinië Ivoorkust - Servië en Montenegro | Mexico - Iran Angola - Portugal Mexico - Angola Portugal - Iran Portugal - Mexico Iran - Angola                               |
| Groep E | Groep F | Groep G | Groep H |
| Italië - Ghana Verenigde Staten - Tsjechië Italië - Verenigde Staten Tsjechië - Ghana Tsjechië - Italië Ghana - Verenigde Staten | Australië - Japan Brazilië - Kroatië Brazilië - Australië Japan - Kroatië Japan - Brazilië Kroatië - Australië                                  | Frankrijk - Zwitserland Zuid-Korea - Togo Frankrijk - Zuid-Korea Togo - Zwitserland Togo - Frankrijk Zwitserland - Zuid-Korea                                           | Spanje - Oekraïne Tunesië - Saoedi-Arabië Spanje - Tunesië Saoedi-Arabië - Oekraïne Saoedi-Arabië - Spanje Oekraïne - Tunesië |
| Achtste finales | | | |
| Duitsland - Zweden Argentinië - Mexico                                                                                           | Italië - Australië Zwitserland - Oekraïne | Engeland - Ecuador Portugal - Nederland | Brazilië - Ghana Spanje - Frankrijk                                                                                           |
| Kwartfinales | | | |
| Duitsland - Argentinië | Italië - Oekraïne | Engeland - Portugal | Brazilië - Frankrijk |
| Halve finales | | | |
| Duitsland - Italië | Duitsland - Italië | Portugal - Frankrijk | Portugal - Frankrijk |
| Troostfinale | | | |
| Duitsland - Portugal | | | |
| Finale | | | |
| Italië - Frankrijk | | | |